# Banzermühle
Banzermühle ist ein Gemeindeteil des Marktes Pleinfeld im Landkreis Weißenburg-Gunzenhausen (Mittelfranken, Bayern). Banzermühle liegt in der Gemarkung Sankt Veit.

## Lage
Die Einöde liegt im Fränkischen Seenland, 1,5 Kilometer südwestlich von Pleinfeld an einem Waldrand. Der Banzerbach berührt die Mühle im Norden und mündet östlich von Pleinfeld in die Schwäbische Rezat. Ein Anliegerweg führt zur Staatsstraße 2222, die nach Sankt Veit verläuft. Knapp 0,5 km östlich verläuft, durch ein Waldstück abgetrennt, die Bahnstrecke Treuchtlingen–Nürnberg, im Norden befindet sich die Bahnstrecke Gunzenhausen–Pleinfeld (Seenland-Bahn).

## Geschichte
Vor der Gemeindegebietsreform ein Gemeindeteil von St. Veit, wurde Banzermühle am 1. Januar 1972 zusammen mit seinem Hauptort nach Pleinfeld eingegliedert.
Kirchlich gehört der Ort zur evangelischen Kirchengemeinde St. Petrus in Pleinfeld im Evangelisch-Lutherischen Dekanat Weißenburg sowie zur katholischen Kirchengemeinde St. Vitus in St. Veit im Dekanat Weißenburg-Wemding im Bistum Eichstätt.

## Baudenkmäler
Als Baudenkmal existiert eine kleine Wegkapelle aus dem 18. Jahrhundert.